# اویانکول
اویانکول (انگلیسی: Uyankul) یک شهرک در شهرستان نوریمانوفسکی استان باشقیرستان کشور روسیه است.